# 石山大橋
石山大橋（いしやまおおはし）は、札幌市の豊平川にかかる橋。

## 概要
札幌市の主要幹線道路である国道230号（石山通）の橋となっており、石山バイパス工事の一環として1977年（昭和52年）に架橋された。
なお、1948年（昭和23年）に開通した藻南橋の当初の名称は石山大橋であったが、翌年の出水により橋が流失。1951年（昭和26年）、藻南公園付近に新たな橋を架設した際に名称を藻南橋とした。

## 周辺
豊平川の左岸には硬石山（標高371m）があり、明治時代から採石を行っている。